# روبرت تايلور (ممثل)
روبرت تايلور (بالإنجليزية: Robert Taylor )‏ (و. 1911 – 1969 م) هو ممثل، وطيار، وممثل تلفزي، وممثل أفلام، من الولايات المتحدة، ولد في نبراسكا، كان عضوًا في الحزب الجمهوري، توفي في سانتا مونيكا، كاليفورنيا، عن عمر يناهز 58 عاماً، بسبب سرطان الرئة.

## التعليم
تعلم في Doane University ‏، وكلية بومونا.

## وصلات خارجية
- روبرت تايلور على موقع IMDb (الإنجليزية)
- روبرت تايلور على موقع الموسوعة البريطانية (الإنجليزية)
- روبرت تايلور على موقع ألو سيني (الفرنسية)
- روبرت تايلور على موقع تيرنر كلاسيك موفيز (الإنجليزية)
- روبرت تايلور على موقع أول موفي (الإنجليزية)
- روبرت تايلور على موقع قاعدة بيانات الأفلام السويدية (السويدية)
- روبرت تايلور على موقع إن إن دي بي (الإنجليزية)
- روبرت تايلور على موقع ديسكوغز (الإنجليزية)
- روبرت تايلور على موقع قاعدة بيانات الفيلم (الإنجليزية)
- روبرت تايلور على موقع كينوبويسك (الروسية)